# Vestmannsvatn
Le Vestmannsvatn, toponyme islandais signifiant littéralement en français « le lac des Hommes de l'Ouest », est un lac situé dans le Nord de l'Islande, au débouché de la Reykjadalur et à une trentaine de kilomètres au sud de Húsavík. D'une superficie de 2,4 km2 et d'une profondeur de dix mètres, il est alimenté par la Reykjadalsá et se vide par l'Eivindarlækur. Le lac est renommé pour la pêche et notamment la présence de saumon.
Le Vestmannsvatn constitue une réserve naturelle dans laquelle il est possible d'observer de nombreux oiseaux.